# Країна щасливих
«Країна щасливих» (рос. Страна счастливых) — науково-фантастична утопія радянського письменника латиського походження Яна Ларрі. Видана у 1931 році.

## Характеристика твору
«Країна щасливих» — державно-капіталістична утопія з усіма її атрибутами — прихованою і явною пропагандою, культом особистості, штучністю спонукань і мотивацій головних героїв.
«Країна щасливих» — край, де панує лад, який на думку автора, є комунізмом. Про світ за межами «Республіки», під якою мається на увазі удосконалений СРСР майбутнього, нічого не відомо.
В «Республіці» функціонує безгрошова економіка, скасовані навіть безготівкові розрахунки соціалістичними книжками. У той же час існує поняття «бюджет», собівартість грандіозних будівництв подається в рублях.
Суспільство «Республіки» представляє собою варіант завуальованого тоталітаризму. Соціум тяжіє над окремою особистістю; постійно виникає потреба в «мобілізації», «трудових арміях»: на розвантаження товарних вагонів прибувають тисячі людей, на будівництві електростанції в Сибіру працюють мільйони. Гігантоманія і автоматизація сусідять з примітивною ручною працею.
У романі описано прототип скайпу, але в той же час для зв'язку з космонавтами на Місяці посилають світлові сигнали морзянкою…
Попри невиразний сюжет, особливо у першій чверті роману, його очевидним достоїнством є доволі скрупульозний розбір енергетичної проблеми, яка неминуче постане перед суспільством майбутнього. У «Країні щасливих» співіснують типово волюнтаристські проекти в дусі повороту течії річок і раціональні пропозиції по використанню альтернативних джерел енергії.

## Видання
- Страна счастливых. — Л.: Ленинградский облиздат, 1931. — 192 с.
- Воздушный поезд (отрывок из романа «Страна счастливых») // Уральский следопыт. — 1976. — № 4. — С. 60.
- Глазами XXI века (отрывок из романа Я. Ларри «Страна счастливых») // Уральский следопыт. — 1977. — № 6. — С. 73.
- Страна счастливых. Книга первая. — Екатеринбург: Издательский дом «Тардис», 2012. — 136 с. — (Фантастический раритет).
- Страна счастливых. Книга вторая. — Екатеринбург: Издательский дом «Тардис», 2012. — 162. — (Фантастический раритет).